# Хан Ун Сек
Хан Ун Сек, другой вариант — Хан Ун-Сек, неофициальное отчество — Ильич (6 сентября 1924 года, село Сергеевка, Ольгинский уезд, Приморская губерния, Дальневосточная область — 24 мая 1997 года) — звеньевой колхоза имени Свердлова Верхне-Чирчикского района Ташкентской области, Узбекская ССР. Герой Социалистического Труда (1951).

## Биография
Родился в 1924 году в крестьянской семье в селе Сергеевка Ольгинского уезда.
В 1937 году вместе с родителями депортирован на спецпоселение в Ташкентскую область, Узбекская ССР. Получил неполное среднее образование, окончив 8 классов средней школы. С 1940 года — рядовой колхозник, звеньевой полеводческого звена, агроном, бригадир полеводческой бригады, заведующий участком в колхозе имени Свердлова Верхне-Чирчикского района.
В 1950 году звено Хан Ун Сека получило в среднем по 118 центнеров зеленцового стебля кенафа с каждого гектара на участке площадью в 10,3 гектара. Указом Президиума Верховного Совета СССР от 22 мая 1951 года удостоен звания Героя Социалистического Труда с вручением ордена Ленина и золотой медали «Серп и Молот».
В 1953 году вступил в КПСС. В 1955 году окончил Ташкентский сельскохозяйственный техникум.
Трудился в колхозе имени Свердлова до выхода на пенсию в 1984 году.
В 1990-е годы был одним из инициаторов создания мемориального комплекса, посвящённого Героям Социалистического Труда, трудившимся в колхозе имени Свердлова и сооружённого на территории современного фермерского хозяйства имени Ахмеда Ясави Юкарычирчикского района (бывший колхоз имени Свердлова).
Персональный пенсионер союзного значения.
Скончался в мае 1997 года. Похоронен на кладбище бывшего колхоза имени Свердлова (сегодня — фермерское хозяйства имени Ахмеда Ясави Юкарычирчикского района).
Награды
- Герой Социалистического Труда
- Орден Ленина
- Медаль «За доблестный труд в Великой Отечественной войне 1941—1945 гг.»